# Liste der Baudenkmäler in Aislingen
Auf dieser Seite sind die Baudenkmäler in dem schwäbischen Markt Aislingen zusammengestellt. Diese Tabelle ist eine Teilliste der Liste der Baudenkmäler in Bayern. Grundlage ist die Bayerische Denkmalliste, die auf Basis des Bayerischen Denkmalschutzgesetzes vom 1. Oktober 1973 erstmals erstellt wurde und seither durch das Bayerische Landesamt für Denkmalpflege geführt wird. Die folgenden Angaben ersetzen nicht die rechtsverbindliche Auskunft der Denkmalschutzbehörde.

## Baudenkmäler nach Ortsteilen

### Aislingen
| Lage                                     | Objekt                                    | Beschreibung | Akten-Nr.              | Bild                                      |
| ---------------------------------------- | ----------------------------------------- | --- | ---------------------- | ----------------------------------------- |
| Dr.-Bach-Straße 3 (Standort)             | Wohnhaus                                  | Zweigeschossiger, giebelständiger Satteldachbau mit Fachwerkgiebel, zweite Hälfte 17. Jahrhundert | D-7-73-111-1 Wikidata  | Wohnhaus                                  |
| Graf-von-Werdenberg-Straße 20 (Standort) | Gasthaus zur Krone                        | Stattlicher zweigeschossiger Satteldachbau, um 1750/60 | D-7-73-111-2 Wikidata  | Gasthaus zur Krone                        |
| Kirchstraße 3 (Standort)                 | Pfarrhaus                                 | Zweigeschossiger Walmdachbau mit profiliertem Traufgesims, 18. Jahrhundert | D-7-73-111-4 Wikidata  | Pfarrhaus                                 |
| Kirchstraße 5 (Standort)                 | Katholische Pfarrkirche St. Georg         | Flachgedeckter Saalbau mit eingezogenem Chor unter Stichkappentonne, quadratischer Satteldachturm, im Kern zweite Hälfte 15. Jahrhundert, von Valerian Brenner 1702/03 instand gesetzt, von Balthasar Suiter 1736–38 verändert; mit Ausstattung (siehe auch: Taufbecken aus dem 16. Jahrhundert und Skulptur Madonna mit Kind) Siehe auch: Grabstein für Hanns, Anna und Michael Weisshaupt | D-7-73-111-5 Wikidata  | weitere Bilder                            |
| Kirchstraße 6 (Standort)                 | Benefiziatenhaus, sogenanntes Sailer-Haus | Zweigeschossiger Walmdachbau mit Rustika- und Pilastergliederung, 1789/90 Pfarrstadel, winkelförmiger Satteldachbau, um 1790 | D-7-73-111-6 Wikidata  | Benefiziatenhaus, sogenanntes Sailer-Haus |
| Margaretenweg 4 (Standort)               | Wohnhaus                                  | Eingeschossiger Satteldachbau mit Fachwerk unter Putz, zweite Hälfte 17. Jahrhundert | D-7-73-111-7 Wikidata  | Wohnhaus                                  |
| Margaretenweg 5 (Standort)               | Katholische Filialkirche St. Margareta    | Einschiffiges Langhaus mit flacher Stichkappentonne und eingezogenem Chor, Satteldachturm, Mitte 15. Jahrhundert, 1732 barockisiert; mit Ausstattung | D-7-73-111-8 Wikidata  | weitere Bilder                            |
| Sandgraben 5 (Standort)                  | Katholische Kapelle St. Sebastian         | Fünfseitiger Zentralbau, 1629/30 erbaut; mit Ausstattung | D-7-73-111-10 Wikidata | BW                                        |
| Nähe Hochstraße (Standort)               | Flurkreuz                                 | Gusssteinkreuz auf gestuftem Postament, mit eisernem Korpus, um 1910 | D-7-73-111-17          | BW                                        |

### Baumgarten
| Lage                                                                          | Objekt                                | Beschreibung                                                                                         | Akten-Nr.              | Bild |
| ----------------------------------------------------------------------------- | ------------------------------------- | --- | ---------------------- | --- |
| Fuggerstraße 13 (Standort)                                                    | Katholische Filialkirche St. Leonhard | Flachgedeckter Saalbau mit dreiseitigem Chorschluss, 1692 errichtet, 1764 erweitert; mit Ausstattung | D-7-73-111-14 Wikidata | weitere Bilder |
| Heunenfeld (auf einem Hügel südlich der Straße nach Schnuttenbach) (Standort) | Sogenannte Römersäule                 | Wohl spätmittelalterlich                                                                             | D-7-73-111-16 Wikidata | [[Vorlage:Bilderwunsch/code!/C:48.482651,10.428042!/D:Heunenfeld (auf einem Hügel südlich der Straße nach Schnuttenbach), Sogenannte Römersäule!/\|BW]] |

### Rieder
| Lage                | Objekt                               | Beschreibung                                | Akten-Nr.              | Bild |
| ------------------- | ------------------------------------ | ------------------------------------------- | ---------------------- | ---- |
| Rieder 7 (Standort) | Katholische Filialkapelle St. Isidor | Neugotisch, erbaut 1914–16; mit Ausstattung | D-7-73-111-15 Wikidata | BW   |

## Ehemalige Baudenkmäler
In diesem Abschnitt sind Objekte aufgeführt, die früher einmal in der Denkmalliste eingetragen waren, jetzt aber nicht mehr. Objekte, die in anderem Zusammenhang also z. B. als Teil eines Baudenkmals weiter eingetragen sind, sollen hier nicht aufgeführt werden. Aktennummern in diesem Abschnitt sind ehemalige, jetzt nicht mehr gültige Aktennummern.

| Lage                                         | Objekt     | Beschreibung                                                                                                 | Akten-Nr.             | Bild |
| -------------------------------------------- | ---------- | --- | --------------------- | ---- |
| Aislingen Martin-Recher-Straße 12 (Standort) | Bauernhaus | Wohnstallbau mit Stall im Sockelgeschoss, stehende Dachgauben und Kastengesims, erste Hälfte 19. Jahrhundert | D-7-73-111-9 Wikidata | BW   |

## Abgegangene Baudenkmäler
In diesem Abschnitt sind Objekte aufgeführt, die früher einmal in der Denkmalliste eingetragen waren, jetzt aber nicht mehr existieren, z. B. weil sie abgebrochen wurden. Aktennummern in diesem Abschnitt sind ehemalige, jetzt nicht mehr gültige Aktennummern.

| Lage                                | Objekt     | Beschreibung                                                                 | Akten-Nr.             | Bild |
| ----------------------------------- | ---------- | ---------------------------------------------------------------------------- | --------------------- | ---- |
| Aislingen Hauptstraße 34 (Standort) | Bauernhaus | Erdgeschossig, mit Zwerchgiebel, Trauf- und Eckgesims, Mitte 19. Jahrhundert | D-7-73-111-3 Wikidata | BW   |